# (462) Эрифила
(462) Эрифила (др.-греч. Ἐριφύλη) — астероид главного пояса, открытый 22 октября 1900 года немецким астрономом Максом Вольфом в обсерватории Хайдельберг в Германии и назван в честь Эрифилы, персонажа древнегреческой мифологии.

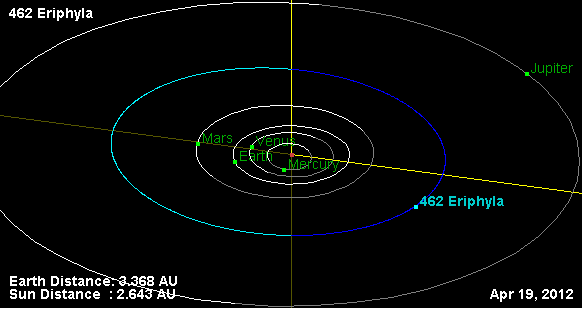
Орбита астероида Эрифила и его положение в Солнечной системе